# HD 145377 b
HD 145377 b es un planeta extrasolar que se encuentra aproximadamente a 188 años luz en la constelación de Scorpius, orbitando la estrella de tipo G HD 145377,de la secuencia principal. Este planeta orbita a una distancia de 0,45 UA y su periodo de revolución es de 104 días. Tiene una órbita muy excéntrica, de 0,307. Su masa equivale a 5,1 masas jovianas. Sin embargo solo se conoce su masa mínima, ya que la inclinación de la órbita no se conoce.
Este planeta fue descubierto el 26 de octubre de 2008 por Moutou et al. desde el observatorio de La Silla (Chile), usando el método de la velocidad radial.